# Splitska
Splitska is een plaats in de gemeente Supetar in de Kroatische provincie Split-Dalmatië. De plaats telt 402 inwoners (2001).